# De Schelde S-21
Die De Schelde S-21 war ein Jagdflugzeug des niederländischen Herstellers De Schelde.

## Geschichte
Die Entwicklung der S-21 begann Ende 1939. Der fast fertige Prototyp wurde im Mai 1940 bei der Inbesitznahme des Werkes durch die Wehrmacht gefunden und für Testzwecke nach Deutschland transportiert. So blieb es bei dem unfertigen Prototyp als einzigem Exemplar.
Die britische Presse erfand 1940–1942 einen deutschen Jäger Fw 198. Als angebliche Belege wurden Bilder der S-21 herangezogen. Viele Quellen referenzieren dies fälschlicherweise.

## Konstruktion
Die S-21 war konstruktiv als Tiefdecker mit doppelten Leitwerksträgern und einem großflächig verglasten Cockpit in der Rumpfgondel ausgeführt. Sie wurde von einem Daimler-Benz-Motor mit etwa 750 kW Leistung angetrieben, der auf einen Schubpropeller wirkte. Als Bewaffnung waren vier 7,92-mm-MG FN Browning und eine 23-mm-MK Madsen vorgesehen.

## Technische Daten
| Kenngröße             | Daten                                        |
| --------------------- | -------------------------------------------- |
| Besatzung             | 1                                            |
| Länge                 | ~7,4 m                                       |
| Spannweite            | ~8,9 m                                       |
| Höhe                  | 2,59 m                                       |
| Leermasse             | 1.700 kg                                     |
| max. Startmasse       | ~2.500 kg                                    |
| Reisegeschwindigkeit  | 520 km/h                                     |
| Höchstgeschwindigkeit | ~600 km/h                                    |
| Dienstgipfelhöhe      | 10.000 m                                     |
| Reichweite            | 950 km                                       |
| Triebwerk             | ein V12-Motor DB 600Ga mit 1.050 PS (772 kW) |